# Microrégion de Pitanga
La microrégion de Pitanga est l'une des trois microrégions qui subdivisent le centre-sud de l'État du Paraná au Brésil.
Elle comporte 6 municipalités qui regroupaient 82 063 habitants en 2006 pour une superficie totale de 4 903 km².

## Municipalités[1]
- Boa Ventura de São Roque
- Laranjal
- Mato Rico
- Palmital
- Pitanga
- Santa Maria do Oeste